# Olympia, Washington
Olympia là thành phố thủ phủ tiểu bang bang Washington, và thủ phủ của quận Thurston,6 Hoa Kỳ. Thị trấn được lập ngày 28/1/1859. Dân số theo điều tra năm 2000 là 42.514 người. Olympia là trung tâm văn hoá của vùng Puget Sound.
Olympia là thủ đô của tiểu bang Washington của Hoa Kỳ và là quận lỵ của Quận Thurston. Những người định cư châu Âu đã tuyên bố khu vực này vào năm 1846, với Hiệp ước Medicine Creek được khởi xướng vào năm 1854 và Hiệp ước Olympia được khởi xướng vào tháng 1 năm 1856.